# Proces de intenție
A-i face cuiva proces de intenție însemnă a învinui pe cineva de intenții reprobabile pe care nu poți dovedi că le-a avut.
Scriitorul francez Jean Sévillia cataloga procesul de intenție practicat adesea în luptele de idei, după care „orice opozant poate fi atacat nu pentru ce gândește, ci pentru gândurile care-i sunt atribuite” drept o formă de „terorism intelectual”.